# Миколай Струсь
Миколай Струсь з Коморова (пол. Mikołaj Struś, Mikołaj z Komorowa Struś, бл.1577 — 1627) — шляхтич, військовик, урядник Речі Посполитої, комендант Московського кремля в роки Смутного часу.

## Біографія
Народився у Кам'янці-Подільському. Батько — Якуб Струсь (1555-1589?), мати — Барбара (1559-?) з родини Потоцьких, донька коронного стражника Миколая Потоцького. Останній представник свого роду.
Брав участь:
- у придушенні повстання під проводом Северина Наливайка, зокрема, за командою польного коронного гетьмана Станіслава Жолкевського очолив передовий загін, мав перейти Сулу нижче Лубен, перекрити повстанцям шлях відступу (несподівано для повстанців коронне військо пішло за ними в степ)[4].
- у битві під Ґузовом 5 липня  1607 року, керував приватною коругвою як прихильник короля (разом з братами Яном, Якубом та Анджеєм Потоцькими, Станіславом Ґольським, Валентієм Каменецьким, розташовувалися по центру), в якій були розбиті загони повстанців-рокошан.
- 24 червня 1610 року в битві біля Клушино, після якої став комендантом Можайська.

Березень 1611 року — під командуванням гетьмана Александра Корвіна-Госевського відбив штурм першого ополчення, зимував у Смоленську. Разом з Яном Каролем Ходкевичем підійшов до Москви, замінив А. Корвіна-Госевського на посту коменданта Кремля. Через поразку гетьмана Я. К. Ходкевича М. Струсь опинився в оточенні разом з гарнізоном. Голод (половина з 3000 солдатів померли до листопада) і падіння дисципліни змусили його капітулювати ополченню Дмитра Пожарського. Частина гарнізону, литвини хорунжого Будзили, опинилися у полоні в таборі Д. Пожарського — їм подарували життя. Проте козаки князя Трубецького порубали жовнірів полку М. Струся, який був відправлений у табір Трубецького в Китай-городі.. До Деулінського перемир'я (1619 р.) був у полоні. 1620 р. брав участь у битві під Цецорою, де потрапив у полон. Сейм 1623 року ухвалив рішення про виділення 15000 злотих для його викупу з полону.
Помер у віці 50 років. Заповів струсівський маєток доньці Гелені — дружині вінницького старости Валентія О. Калиновського.

## Посади
Староста галицький, коломийський, снятинський, хмільницький, любачівський. Каштелян Кам'янця-Подільського.

## Сім'я
- Донька Струся — Кристина Струсь (Гелена) (пол. Krystyna Strusiówna, бл.1605-1647) — у 1638 році стала дружиною князя Константина Вишневецького (1564-1641)[7]. Крім того, була одружена з Адамом Калиновським та дідичем Берестечка, кальвіністом, поетом Анджеєм Лещинським.
- Донька Зофія стала дружиною шляхтича-аріянина[8] Якуба Сененського.[9]